# Halston (minissérie)
Halston é uma minissérie americana de drama baseada na vida do designer Halston, baseado no livro Simply Halston de Steven Gaines, com Ewan McGregor estrelando. Foi encomendada pela Netflix em setembro de 2019 e estreou em 14 de maio de 2021.

## Elenco

### Principal
- Ewan McGregor como Halston
- Rebecca Dayan como Elsa Peretti
- David Pittu como Joe Eula
- Krysta Rodriguez como Liza Minnelli
- Bill Pullman como David Mahoney

### Coadjuvante
- Rory Culkin como Joel Schumacher
- Sullivan Jones como Ed Austin
- Kelly Bishop como Eleanor Lambert
- Gian Franco Rodriguez como Victor Hugo
- Dilone como Pat Cleveland
- Vera Farmiga como Adele
- James Waterston como Mike
- Jason Kravits como Carl Epstein
- Mary Beth Peil como Martha Graham
- Maxim Swinton como Roy Halston (criança)
- Sietzka Rose como Karen Bjornson

## Episódios
| N.º | Título                       | Dirigido por   | Escrito por                                               | Lançamento         |
| --- | ---------------------------- | -------------- | --------------------------------------------------------- | ------------------ |
| 1   | "Becoming Halston"           | Daniel Minahan | Ian Brennan & Ryan Murphy e Sharr White                   | 14 de maio de 2021 |
| 2   | "Versailles"                 | Daniel Minahan | Ian Brennan and Ted Malawer                               | 14 de maio de 2021 |
| 3   | "The Sweet Smell of Success" | Daniel Minahan | Ryan Murphy & Ian Brennan and Tim Pinckney & Kristina Woo | 14 de maio de 2021 |
| 4   | "The Party's Over"           | Daniel Minahan | Ryan Murphy & Ian Brennan and Sharr White                 | 14 de maio de 2021 |
| 5   | "Critics"                    | Daniel Minahan | Ian Brennan & Ryan Murphy and Ted Malawer                 | 14 de maio de 2021 |

## Produção

### Desenvolvimento
Em janeiro de 2019, foi anunciado que Legendary Television e Killer Films estavam desenvolvendo Simply Halston, uma minissérie baseada na vida de Halston que seria baseada no livro homônimo de Steven Gaines, com Ewan McGregor escalado para estrelar como Halston e a série a ser escrita por Sharr White e dirigida por Daniel Minahan.
Em setembro de 2019, Ryan Murphy revelou à Time que assinou contrato para Halston como produtor executivo e que a série havia sido encomendada pela Netflix sob seu acordo geral com a empresa. A estreia da série está programada para 14 de maio de 2021.

### Seleção de elenco
Em 18 de fevereiro de 2020, Murphy anunciou em um post já excluído do Instagram que, além de McGregor estrelando, outros membros do elenco de Halston incluíam Krysta Rodriguez como Liza Minnelli, Rory Culkin como Joel Schumacher, Rebecca Dayan como Elsa Peretti, Sullivan Jones como Ed Austin, David Pittu como Joe Eula e Gianfranco Rodriguez como Victor Hugo.

## Recepção
Para a minissérie, o agregador de resenhas Rotten Tomatoes relatou um índice de aprovação de 65% com base em 23 resenhas críticas, com uma classificação média de 6,06/10. O consenso dos críticos do site diz: "Ewan McGregor traz carisma megawatt para combinar com a recriação vibrante de Halston da era da moda, mas o tratamento superficial da série da vida interior do lendário designer produz muito estilo com pouca substância." O Metacritic deu à série uma pontuação média ponderada de 49 em 100 com base em 14 comentários críticos, indicando "comentários mistos ou médios".